# Plebejus obsoletajuncta
Plebejus obsoletajuncta är en fjärilsart som beskrevs av Tutt 1909. Plebejus obsoletajuncta ingår i släktet Plebejus och familjen juvelvingar. Inga underarter finns listade i Catalogue of Life.